# 安那铁路
安那铁路，全称安泽－那阳铁路，是一条越南谅山省的米轨铁路，沿途经过高禄县和禄平县，全长30公里。这条线可以连接在安澤站到河同铁路。
那阳市镇诞生于那阳煤矿和火力发电厂，该铁路主要进行煤炭运输。那阳煤矿储量达1亿吨，越南煤炭矿产工业集团（VINACOMIN）的所有，是越南煤炭和矿产业最古老的煤矿之一。
越南战争期间中国应北越政府的请求，河同铁路改建为米轨、准轨两用的混合轨铁路，但安那铁路没有改轨。

## 参看
- 越南铁路运输
- 越南交通
- 观朝－红山铁路
- 河同铁路